# Vanlue, Ohio
Vanlue là một làng thuộc quận Hancock, tiểu bang Ohio, Hoa Kỳ. Năm 2010, dân số của làng này là 359 người.

## Dân số
- Dân số năm 2000: 371 người.
- Dân số năm 2010: 359 người.